# Hironobu Haga
Hironobu Haga (芳賀 博信 Haga Hironobu?), född 21 december 1982 i Miyagi prefektur, är en japansk före detta fotbollsspelare.
Haga började sin karriär 2004 i JEF United Ichihara (JEF United Chiba). 2006 flyttade han till Consadole Sapporo. Han spelade 210 ligamatcher för klubben. Han avslutade karriären 2012.